# Zielona Góra
Zielona Góra (pronunție: jie-'lo-na 'gu-ra; latină Viridis mons, Prasia elysiorum, Thalloris; germană Grünberg in Schlesien; cehă Zelená Hora) este un municipiu în Polonia, din Voievodatul Lubusz. Numele orașului înseamnă, în traducere, Muntele verde.
- Coordonate geografice - 15°30' E ;  51°56' N

Municipiul este supranumit Capitala vinului. Zona din jurul său este singura regiune viticolă din Polonia.
Orașul este înfrățit cu municipiul Bistrița, județul Bistrița-Năsăud.

## Personalități născute aici
- Franz Mattenklott (1884 - 1954), general german din Wehrmacht;
- Prințul Franz Wilhelm al Prusiei (n. 1943), om de afaceri german;
- Maryla Rodowicz (n. 1945), cântăreață;
- Piotr Müldner-Nieckowski (n. 1946), scriitor, medic;
- Mirosław Piotrowski (n. 1966), politician, europarlamentar;
- Krzysztof Bosak (n. 1982), politician.